# Joseph Shen Bin
Joseph Shen Bin (chinesisch 沈斌 Shěn Bīn; * 23. Februar 1970 in Qidong, Jiangsu) ist ein chinesischer römisch-katholischer Geistlicher und ernannter Bischof von Shanghai.

## Leben
Joseph Shen Bin studierte Philosophie in Shanghai und Theologie in Peking. Am 1. November 1996 empfing er das Sakrament der Priesterweihe.
Nach der Priesterweihe war er im Bistum Haimen in der Pfarrseelsorge und als Generalvikar tätig. Am 17. April 2010 wurde er zum Bischof von Haimen ernannt, wobei der Heilige Stuhl der Ernennung zustimmte. Die Bischofsweihe empfing er vier Tage später. Ab 2022 war er Präsident des Rates der chinesischen katholischen Bischöfe, der staatlich betriebenen Bischofskonferenz.
Am 4. April 2023 wurde er durch den Rat der chinesischen katholischen Bischöfe ohne Zustimmung des Heiligen Stuhls zum Bischof von Shanghai ernannt. Papst Franziskus ernannte ihn am 15. Juli 2023 zum Bischof von Shanghai und stellte damit die Legitimität der Bischofsernennung her.